# Satu Nou (Panciu), Vrancea
Satu Nou este o localitate componentă a orașului Panciu din județul Vrancea, Moldova, România.